# Tour Neptune (Arlon)
Ne doit pas être confondu avec la tour Neptune à Paris
La tour Neptune est une ancienne tour de défense gallo-romaine construite vers 400 et située dans la ville d'Arlon en province de Luxembourg (Belgique). 
La tour est classée comme monument le 27 juin 2019 et reprise sur la liste du patrimoine exceptionnel de la Région wallonne depuis le 12 mai 2022.

## Localisation
La tour est située à proximité de la Grand-Place de la ville d'Arlon, dans une cave, à l'arrière le la maison située au no 5 de la rue du Marché-au-Beurre. Une autre base de tour, la tour Jupiter, a été découverte en septembre 2009 à une distance d'environ 125 mètres à vol d'oiseau de la tour Neptune qui, avant cela, était simplement appelée "la tour romaine".

## Historique
Cette tour faisait partie intégrante des remparts gallo-romains de la ville d'Arlon datant des alentours de l'an 400. Ces remparts avaient une longueur approximative de 850 mètres et possédaient entre 15 et 20 tours de défense. La tour Neptune a été découverte en mai 1948 et maintenue in situ.

## Description
Les fondations de cette tour circulaire construite en petits moellons de calcaire assisés comptent plusieurs blocs sculptés originaux de remploi dont un bas-relief représentant le dieu Neptune qui a donné son nom à la tour. La tour repose sur un socle de fondation de plan carré. Le diamètre de la tour approche les 8 mètres et la hauteur restante environ 5 mètres. Un pan du rempart prolonge la base de la tour.

## Visite
Il est possible de voir la tour et de visiter l’espace aménagé en s’adressant à l’office du tourisme de la ville d'Arlon.

### Sources et liens externes
- « La Tour romaine Neptune (classée) », sur arlon.be (consulté le 3 novembre 2022)